# Comté de Calhoun (Michigan)
Pour les articles homonymes, voir Comté de Calhoun.
Le comté de Calhoun (Calhoun County en anglais) est un comté de l'État du Michigan. Son siège est à Marshall. 
Selon le recensement de 2010, la population était de 136 146 habitants.

## Géographie
Le comté a une superficie de 1 861 km2, dont 1 836 km2 en surfaces terrestres.

### Comtés adjacents
- Comté d'Eaton (nord)
- Comté de Barry (nord-ouest)
- Comté de Jackson (est)
- Comté de Kalamazoo (ouest)
- Comté de Hillsdale (sud-est)
- Comté de Branch (sud)
- Comté de Saint-Joseph (sud-ouest)

## Principales villes
- Albion
- Battle Creek
- Marshall
- Springfield